# 号室靺鞨

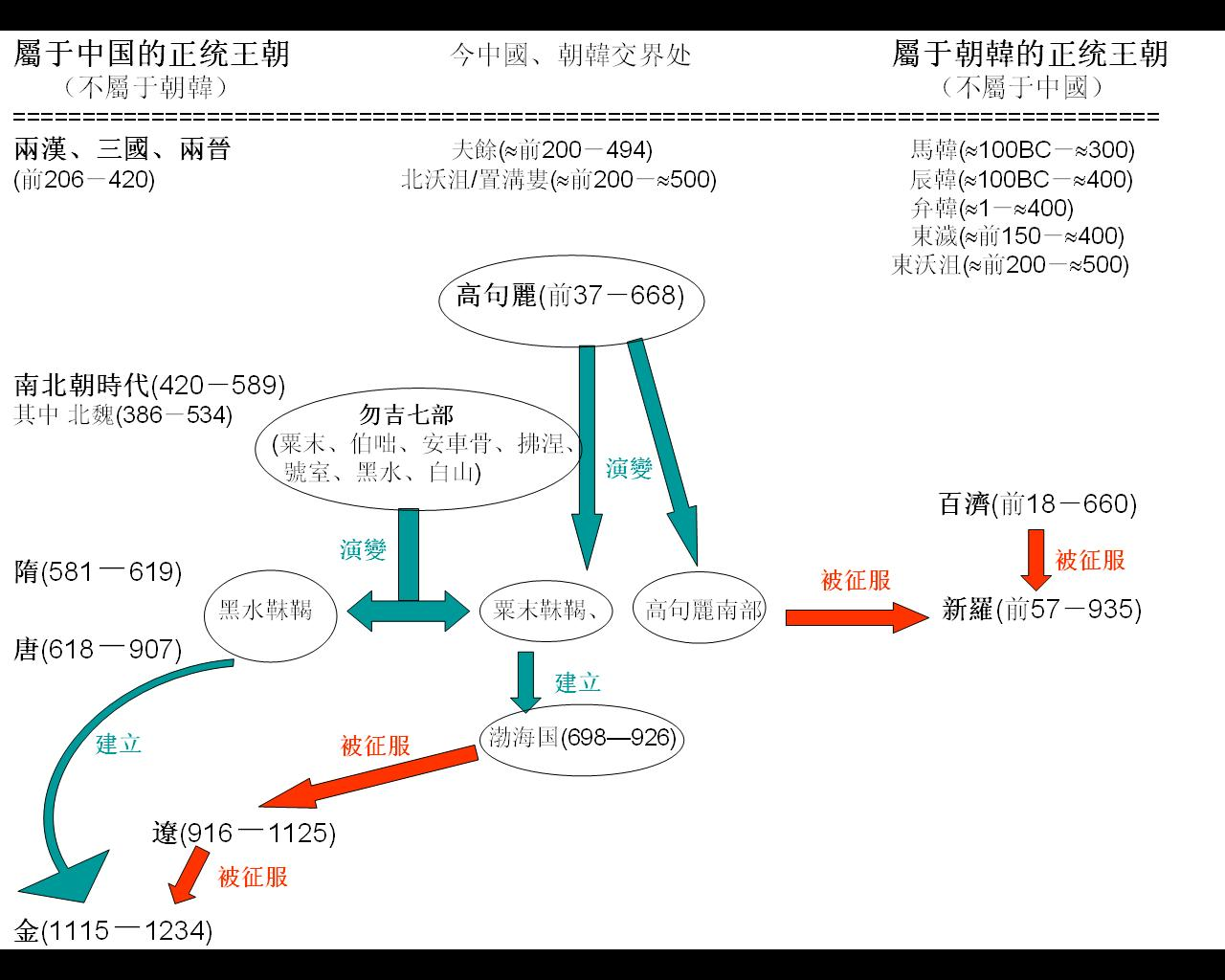
勿吉七部（靺鞨七部）の民族系統。勿吉七部（靺鞨七部）の粟末靺鞨の系統が渤海国に発展し、勿吉七部（靺鞨七部）の黒水靺鞨の系統が金に発展している。

号室靺鞨（ごうしつまっかつ）は、6世紀後半から中国東北部の松花江流域を中心に、北は黒竜江中・下流域、東はウスリー川流域、南は朝鮮半島北部に勢力を振るったツングース系諸族である靺鞨の一派。払涅靺鞨の東方に居住し、狩猟の比重が高く、隋初には依然として石鍬が用いられていた。